# The Dreamers - I sognatori
 The Dreamers - I sognatori è un film del 2003 diretto da Bernardo Bertolucci.
Il film è basato sul racconto The Holy Innocents, di Gilbert Adair, che ha anche scritto la sceneggiatura del film. La pellicola segna l'esordio cinematografico di Eva Green, che all'epoca aveva ventitré anni.

## Trama
Parigi, primavera del 1968. Il giovane studente statunitense Matthew arriva nella capitale per studiare il francese. Non avendo ancora piena padronanza della lingua, ha difficoltà a socializzare e l'unico suo rifugio diviene il cinema che, con la sua audace intensità, riesce a trasportarlo in una realtà che pare distante, nella quale non valgono le regole umane ma ne vengono scritte di nuove, valide per ognuno; il tutto, però, senza superare la soglia dell'individualità.
Quando gli studenti occupano la Cinémathèque française, Matthew incontra Isabelle, che finge di essere incatenata al cancello dell'edificio per protestare contro un nemico del quale ancora nessuno ha piena concezione. Isabelle si mostra subito aperta e presenta il nuovo amico al fratello gemello Théo che, in un primo momento distaccato e iroso, svelerà poi la sua più vera natura. Matthew comincia ad affezionarsi agli amici francesi, i quali lo invitano ad andare a stare da loro, avendo la casa libera dai genitori, allontanatisi per motivi di lavoro.
Restando a stretto contatto coi gemelli, Matthew scopre in loro un'intimità estrema, in alcuni momenti anche incestuosa. Viene trascinato in un delirio di erotismo, giochi perversi e strane penitenze, fino alla più completa alienazione dalla realtà, che rimane come sospesa in una dimensione lontana ed effimera, mentre il loro rapporto si evolve verso un ménage à trois. Punto di contatto tra le idee dei giovani è il cinema, che li porta a conoscersi sempre più profondamente. Matthew scopre di essersi invaghito di Isabelle, ma entrambi i gemelli non nascondono la morbosa attrazione e gelosia che caratterizza la loro vita.
Una sera i genitori rientrano a casa e trovano i figli e l'ospite addormentati e nudi nello stesso giaciglio, sotto una tenda che li copre solo in parte. Quando Isabelle si sveglia e si accorge che i genitori sono passati da casa, pianifica un suicidio collettivo col gas. I tre vengono però svegliati e trascinati in strada dai moti studenteschi del Maggio francese. Isabelle e Théo scelgono la lotta sociopolitica, col carico di violenza che essa implica (ma la gendarmerie, in tenuta anti-sommossa con armi dissuasive e largo uso di lacrimogeni e manganelli, non si dimostra meno violenta), mentre Matthew resta in disparte, cercando di ridare un senso alla sua vita, ormai profondamente segnata dall'esperienza a tre. Di fronte all'alternativa se unirsi o no alla rivolta (punto che già aveva diviso aspramente Théo e Matthew), Isabelle delude Matthew, che la implora di negarsi alla violenza e di unirsi a lui, troncando così il simbiotico rapporto che la lega a Théo, e non mostra dubbi, scegliendo senza esitazioni il fratello e la rivolta.

## Produzione
Il ruolo di Matthew fu proposto a Jake Gyllenhaal e Leonardo DiCaprio. Gyllenhaal rifiutò a causa delle scene di nudo troppo esplicite (vari primi piani del pene del protagonista), DiCaprio perché era impegnato nella pre-produzione del film The Aviator. Esisterebbero alcune scene di rapporti sessuali molto più spinti tra i personaggi di Théo e Matthew, che sarebbero state tagliate perché considerate "troppo" per il pubblico. Ma, secondo Pitt e Bertolucci, queste scene non sono mai state girate.
Nel film viene menzionato spesso Mao Zedong. Sebbene Théo sia comunista, le uniche immagini relative alla sua ideologia sono quasi tutte raffigurazioni di Mao: nella sua camera ci sono ben tre quadri che lo ritraggono, e mentre Isabelle si spoglia poco dopo aver accettato di fare l'amore con Matthew, sul pavimento si nota un abat-jour a forma di busto del leader del PCC.
Durante le riprese della scena del dopo cena, quando Eva Green si china verso Michael Pitt, i suoi capelli presero fuoco per via delle candele, cosa non prevista. L'attrice rimase così calma che Bertolucci decise di lasciare la scena così com'era. Matthew avrebbe dovuto semplicemente augurarle la buonanotte, invece, mentre Isabelle si comporta con naturalezza, le spegne i capelli con un rapido gesto e mentre Eva Green prosegue con la sua battuta «Ti fermi a dormire?», Pitt le chiede «Ti senti bene?».

## Colonna sonora
Il film è arricchito da una colonna sonora molto eterogenea, composta solo da brani pop contemporanei al periodo del film o tratti da colonne sonore di precedenti pellicole. L'unico brano originale è una cover di Hey Joe, eseguita da Michael Pitt insieme ai The Twins of Evil.
1. Michael Pitt & The Twins of Evil - Hey Joe
2. Jimi Hendrix - Third Stone from the Sun
3. Jean Constantin - Quatre Cents Coups
4. Martial Solal - New York Herald Tribune
5. Michel Polnareff - Love Me Please Love Me
6. Charles Trenet - La Mer
7. Steve Miller Band - Song for Our Ancestors
8. The Doors - The Spy, Maggie M'Gill
9. Françoise Hardy - Tous les garçons et les filles
10. Antoine Duhamel - Ferdinand
11. Grateful Dead - Dark Star
12. Édith Piaf - Non, je ne regrette rien
13. Bob Dylan - Queen Jane approximately
14. Irving Berlin - No strings (I'm fancy free) from Top Hat, Let's face the music and dance
15. Nino Ferrer - C'est irreparable
16. Sam Andrew - Combination of the two
17. Rodolfo Halffter - El paso del ebro
18. Charles Dumont - Non, je ne regrette rien
19. Janis Joplin - I need a man to love
20. Janis Joplin - Ball & Chain

## Accoglienza

### Incassi
A fronte di un budget di $ 15 milioni,il film ha incassato 23681684 $ in tutto il mondo.

## Citazioni di altri film
Il film presenta un'enorme quantità di citazioni, richiami e rimandi a molti film. Alcuni sono più espliciti (i frammenti dei film vengono citati o mostrati direttamente), altri sono piccoli dettagli come poster sulle pareti, inquadrature, battute ed altro. La lista seguente è indicativa, ma non esaustiva.
- Il corridoio della paura: Matthew lo guarda alla Cinémathèque all'inizio del film.
- Fino all'ultimo respiro: la prima notte in cui Isabelle e il fratello incontrano Matthew, la ragazza imita Patricia Franchini, gridando «New York Herald Tribune!».
- Johnny Guitar: il film viene citato in un dialogo su Nicholas Ray.
- Gioventù bruciata: il film viene citato in un dialogo su Nicholas Ray.
- La regina Cristina: Isabelle recita la scena in cui la regina Cristina "memorizza la stanza", nella stanza da letto di Matthew.
- Cappello a cilindro: Isabelle sfida Matthew ad indovinare il film con la scena in cui un ballerino di tip tap sveglia la vicina del piano di sotto.
- Luci della città: citato da Théo in un dialogo con Matthew.
- Bande à part: Isabelle, Théo e Matthew corrono per il Louvre, tentando di battere il record di percorrenza di 9 minuti e 45 secondi, e ci riescono.
- Freaks: dopo la corsa al Louvre, Isabelle e Théo dicono a Matthew: «Lo accettiamo, uno di noi!».
- Venere bionda: Isabelle recita la scena di Marlene Dietrich.
- Scarface - Lo sfregiato: Théo recita la scena della morte di Paul Muni, chiedendo a Isabelle di individuare il film.
- Perfidia: nella vasca da bagno Isabelle cita il film dicendo: «Non esiste l'amore, esistono solo prove d'amore».
- Gangster cerca moglie: il film che Isabelle e Matthew guardano al cinema durante il loro appuntamento.
- Persona: viene mostrata un'immagine del film su una scrivania.
- La cinese: un poster appare appeso in casa dei protagonisti.
- Il bandito delle 11: viene citata la colonna sonora.
- Viale del tramonto
- Mouchette - Tutta la vita in una notte: Isabelle tenta di uccidersi con il gas, chiude gli occhi e immagina una scena del film.
- Il cameraman: risposta di Matthew alla citazione di Théo.
- I 400 colpi: viene citata la colonna sonora.

## Riconoscimenti
- Ciak d'oro
  - 2004 - Miglior fotografia a Fabio Cianchetti[4]
  - 2004 - Miglior montaggio a Jacopo Quadri[4]